# کولمبرگ
کولمبرگ (به آلمانی: Colmberg) یک منطقهٔ مسکونی در آلمان است که در آنسباخ واقع شده‌است.